# Банда братьев Бикаевых
Банда братьев Бикаевых — организованная преступная группировка, занимавшаяся наркоторговлей. Орудовала на территории Казахстана в 2000-е годы под руководством братьев Кайрата и Азамата Бикаевых. В августе 2011 года при попытке перехвата автомобиля с наркотиками, за рулём которого находился Азамат Бикаев, погиб оперативник группы «Арыстан» КНБ Кайрат Ибраимов, однако сотрудники КНБ РК захватили машину с опасным грузом, а вскоре арестовали всех членов банды.

## Деятельность
Организаторами группировки были братья Кайрат и Азамат Бикаевы, костяк группировки составляли преступники из Костанайской и Жамбыльской областей. Банда занималась торговлей наркотиками и их контрабандой через казахстанско-российскую границу. В качестве прикрытия своей деятельности Бикаевы занимались строительством СТО, автомойки и бани в костанайском гаражном кооперативе «Кроликовод», однако всё это было зарегистрировано на их родственников: в частности, внедорожник Кайрата Бикаева был записан на его тётю, у которой была инвалидность, а имущество было зарегистрировано на отца братьев Бикаевых. Предполагалось, что в эти предприятия Бикаевы вкладывали средства от продажи наркотиков. По мнению следствия, с 2003 по 2010 год ими было приобретено 9 гаражей в костанайском кооперативе для прикрытия преступной деятельности.
Подельниками братьев Бикаевых были двое близких родственников по имени Олжас и Газиз Байгазиевы из Тараза, которые не менее 7 лет занимались контрабандой наркотических веществ с юга страны. Было известно, что Кайрат около 5 лет проработал в органах внутренних дел, а сами Бикаевы ранее привлекались к ответственности за преступления, связанные с оборотом наркотических веществ. Однако суду не удавалось привлечь кого-либо к ответственности, что казахские СМИ связывали со связями Кайрата Бикаева. Преступники часто покупали машины повышенной проходимости, чтобы доставлять запрещённые товары, на что следствие обращало внимание.
В мае 2011 года Байгазиевы, получив от Бикаевых условный сигнал, приобрели в Шу чуть более 1 т марихуаны, которую планировалось перевезти через российско-казахскую границу. С помощью родственника они же приобрели в Алматы УАЗ, на котором выехали через Карагандинскую область в Костанай, чтобы соорудить тайник в степи. Четверо членов банды — Сапу Биркенов, Берижан Алимов, Марат Кабаков, Канат Мегеря — соорудили у посёлка Дамды тайник в виде ямы длиной 2 м и глубиной 1,5 м. Именно там планировалось спрятать груз перед его доставкой. В августе того же года бандиты отправились в Костанайскую область на трёх машинах — BMW X5, УАЗ и Toyota Land Cruiser, чтобы встретиться с Байгазиевыми для дальнейших действий. Именно в УАЗе находился груз, который предполагалось спрятать в тайнике — 204 мешка с марихуаной. За исключением братьев Бикаевых и родственников Байгазиевых, все участники этой схемы ничего не знали друг о друге, но чётко знали свои роли в операции по контрабанде наркотиков.

## Задержание преступников
О планах перевозки наркотиков стало известно сотрудникам КНБ Республики Казахстан, и те начали готовить операцию по задержанию автокаравана и наркодилеров: с учётом сложности обстоятельств и возможном наличии оружия у преступников, для захвата в область была направлена группа «Арыстан». В автокараване было три автомобиля: в BMW X5 ехали Кайрат Бикаев, Олжас Байгазиев и Сергей Ферапонтов, в УАЗе ехали Азамат Бикаев за рулём и Газиз Байгазиев, а в Land Cruiser были Сапу Биркенов, Беримжан Алимов, Марат Кабаков и Канат Мегеря. Машины BMW и УАЗ встретились вечером 23 августа после 16:00 на трассе Жезказган — Караганда и продолжили движение в сторону Костанайской области. Преступники изначально ехали по полевым дорогам, чтобы не попасться на глаза полиции, однако у посёлка Шубарколь Карагандинской области УАЗ стал вязнуть в песках. Бандиты вызвали на подмогу сообщников на Land Cruiser, дежуривших у схрона: со своими подельниками Бикаев встретился возле села Матросово в нескольких километрах от Аркалыка. С ними он также обговорил дальнейший маршрут движения: поскольку следующая часть пути проходила по автотрассе, было решено поставить во главу колонны BMW, чтобы отслеживать ситуацию на дороге. За BMW должен был ехать УАЗ, а за УАЗом Toyota Land Cruiser.
24 августа 2011 года в районе 2:30 бандиты появились на 13-м километре трассы Жезказган — Есиль. На подступах к Аркалыку сотрудники КНБ перекрыли дорогу, по которой должны были ехать автомобили, а вооружённые сотрудники КНБ в спецодежде «ночь» заняли позиции в канаве. Чтобы не спугнуть преступников, оперативники решили пропустить автомобиль BMW X5, ехавший в качестве разведчика. Они приготовились перехватить автомобиль УАЗ, где были наркотики. Специально для этого на автотрассах были установлены два поста автоперехвата, проезжая часть была перегорожена грузовиком ГАЗ-3309, рядом были расставлены предупредительные знаки с сообщениями о дорожных работах. Ожидалось, что при виде знаков УАЗ остановится, и оперативники тут же захватят груз и преступников. Однако УАЗ с Азаматом Бикеевым за рулём не остановился, а лишь немного притормозил и стал объезжать ГАЗ справа, двигаясь по обочине. По приказу командира полковника Талгата Ильясова бойцы КНБ произвели несколько предупредительных выстрелов холостыми в воздух, на которые водитель не отреагировал. Один из бойцов, сотрудник группы «А» Кайрат Ибраимов выбежал на дорогу, чтобы растянуть шипы и остановить машину: в этот момент на него наехал УАЗ, проехав по нему передними и задними колёсами, и скрылся с места происшествия. Следовавший за УАЗом Land Cruiser зацепил стоявший посреди дороги ГАЗ, но также смог уехать. Ибраимов получил тяжёлые ранения и переломы, от которых скончался ещё до своего прибытия в больницу. Однако, по словам оперативников, он оставался в сознании и постоянно спрашивал, были ли задержаны преступники. Погибшему Ибраимову было 26 лет, он был посмертно награждён орденом «Айбын» II степени.
По тревоге был поднят личный состав Департамента МВД по Костанайской области, однако преступники, воспользовавшись темнотой, скрылись от оперативников, не доведя свой преступный замысел до конца. В 3 км от посёлка Фурманово в канаве был обнаружен брошенный УАЗ, в кузове которого было найдено 202 мешка с марихуаной, а ещё два лежали рядом с автомобилем. В салоне УАЗа также находилась граната РГД-5, однако поскольку преступник не выдернул чеку полностью, она не сработала; рядом с машиной обнаружили ещё одну гранату типа Ф-1. BMW был обнаружен в 10 км от посёлка Амантогай, а Toyota Land Crusier — у ж/д полотна рядом с автотрассой Аркалык – Есиль. Все автомобили были пусты. Тем не менее, шестерых преступников удалось задержать по горячим следам: так, Олжас Байгазиев был задержан в нескольких сотнях метров от БМВ, ещё двоих преступников сняли с мчавшегося по трассе КамАЗа, с помощью которого они хотели добраться до Костаная автостопом. Остальные были задержаны в открытой степи. Азамат Бикаев, скрывавшийся всё это время в Алматы, был арестован только 15 декабря 2011 года. Газиз Байгазиев на момент начала суда над бандой находился в бегах.

## Суд
26 января 2012 года в специализированном межрайонном уголовном суде Костанайской области прошло предварительное заседание по делу братьев Бикаевых. Судья Айжан Кульбаева решила провести слушания в открытом режиме без участия присяжных заседателей. На скамье подсудимых оказались семеро членов банды — Кайрат Бикаев, Олжас Байгазиев, Сапу Биркенов, Берижан Алимов, Марат Кабаков, Канат Мегеря и Сергей Ферапонтов. Первое слушание было назначено на 21 февраля того же года. Было установлено, что никто из этих подсудимых официально не работал, а у шестерых были на иждивении несовершеннолетие дети. Всем предъявили обвинения в незаконном обороте наркотических средств.
Судебно-медицинская экспертиза зафиксировала у всех многочисленные кровоподтёки, гематомы и ссадины: сами подсудимые утверждали, что следователи избивали их и вынудили не только написать неправдоподобные объяснительные этим травмам, но и даже оговорить себя. Судья вынесла частное постановление о нарушениях, направив их областному прокурору и начальнику областного департамента КНБ. Тем не менее, 2 мая 2012 года суд приговорил всех семерых к разным тюремным срокам от 16 до 20 лет, признав их виновными в организации наркотрафика и хранения оружия. Кайрат Бикаев, в частности, получил 20 лет тюрьмы в колонии строгого режима с конфискацией имущества, Олжас Байгазиев получил 17 лет тюрьмы, остальные пятеро подсудимых получили по 16 лет тюрьмы (итоговый суммарный срок составил 117 лет). Автомобили Toyota Land Cruiser и BMW X5 был конфискованы и обращены в доход государства.
2 июля 2012 года начался процесс над арестованным Азаматом Бикаевым, который не признавал свою вину и требовал рассматривать его дело с участием присяжных заседателей. Дело Бикаева как задержанного позже всех остальных было выделено в отдельное производство. 27 августа 2012 года суд присяжных признал Бикаева виновным в создании и руководстве преступным сообществом, незаконной торговле наркотическими веществами и умышленном убийстве. За все преступления он был приговорён к 25 годам лишения свободы. Первые 5 лет он должен был провести в тюрьме, остальные 20 — в колонии строгого режима.